# Turville
Turville est une paroisse civile du comté de Buckingham (Angleterre), située dans les Chilterns.

## Toponymie
Son nom, d'origine anglo-saxonne, est mentionné dans la Chronique anglo-saxonne (796) sous le nom de Thyrefeld, en anglais moderne dry field (« champ sec »).

## Géographie
Ce village est situé à environ 60 km au nord-ouest du centre de Londres, à 8 km à l'ouest de High Wycombe et à 8 km au nord de Henley-on-Thames. 
Il se trouve à 5 km de la limite du comté d'Oxford.

## Anecdote
Turville a été le lieu du tournage d'un épisode la série Inspecteur Barnaby : Meurtre dans un collège anglais (Murder on St Malley's Day).

## Personnalités
- Charles François Dumouriez (1739-1823), général de la Révolution, vainqueur de Valmy : émigré à partir d'avril 1793, il y passe la dernière année de sa vie d'exil, n'ayant jamais été autorisé à rentrer en France. Il est enterré à Henley-on-Thames.

- John Mortimer (1923-2009), avocat et écrivain, y habitait

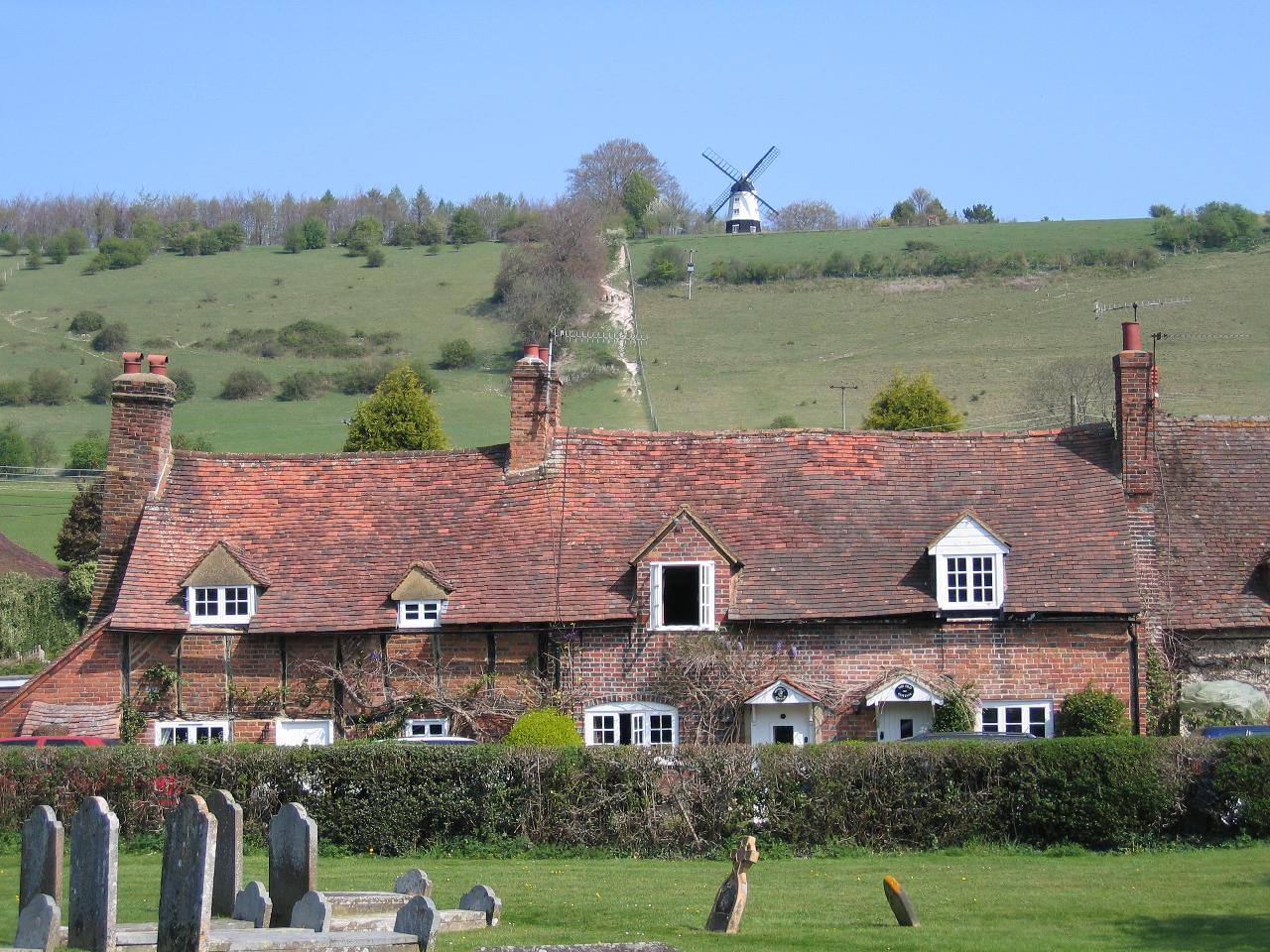
Maisons à Turville, avec le moulin à vent de Cobstone en arrière-plan